# Liga de Campeones Femenina de la UEFA 2013-14
La Liga de Campeones de la UEFA femenina 2013-14 fue la 13.ª edición de la competición. Salvo cambios posteriores, se disputó entre agosto de 2013 y mayo de 2014, cuya final se llevó a cabo en el Estádio do Restelo en Lisboa. En esta ocasión el VfL Wolfsburgo se proclamó campeón por segundo año consecutivo.

## Estadio de la final
La final se jugará en el Estádio do Restelo de la ciudad de Lisboa, Portugal. Se jugará dos días antes que la final de la Liga de Campeones de la UEFA 2013-14.

## Sistema de disputa
El torneo está dividido en dos fases; una Fase de clasificación y una Fase final.
Fase de clasificación
De los cincuenta y cuatro (54) clasificados, treinta y dos (32) equipos disputarán la fase de clasificación, mientras que los veintidós (22) restantes clasifican a los dieciseisavos de final.
Los treinta y dos (32) clasificados se distribuirán en ocho grupos, y disputarán partidos entre sí en una misma sede, totalizando tres partidos por equipo.
Finalizada esta fase, clasificarán a la siguiente los ganadores de grupo junto con los dos mejores segundos.
Para determinar a los mejores segundos, se tendrán en cuenta solamente los enfrentamientos contra el primero y el tercero de cada grupo.
Fase final
Los treinta y dos (32) equipos se enfrentaran en llaves de eliminatorias a doble partido, las cuales son sorteadas, hasta llegar a la final, la cual se disputará a partido único.

## Equipos
Las primeras ocho federaciones obtuvieron dos plazas para la Fase final, mientras que las siguientes seis obtuvieron una plaza para la misma fase. Las siguientes treinta y dos federaciones obtuvieron una plaza a la Fase de clasificación.
Los equipos clasificados fueron los siguientes (ordenados según coeficiente, de izquierda a derecha, de arriba abajo).
| Fase final                     | Fase final                     | Fase final                  | Fase final                  |
| ------------------------------ | ------------------------------ | --------------------------- | --------------------------- |
| Olympique Lyonnais (1º)        | 1.FFC Turbine Potsdam (2º)     | Arsenal Ladies FC (1º)      | FC Rossiyanka (2º)          |
| ASD Torres Calcio (1º)         | VLf Wolfsburgo (1º + CV)       | Brøndby IF (1º)             | FCR Malmö (2º)              |
| AC Sparta Praha (1º)           | Fortuna Hjørring (2º)          | PSG (2º)                    | SV Neulengbach (1º)         |
| FK Zorkiy Krasnogorsk (1º)     | Birmingham City Ladies FC (2º) | Tyresö FF (1º)              | R. Standard de Liège (1º)   |
| UPC Tavagnacco (1º)            | WFC SSHVSM Kairat (1º)         | FC Barcelona (1º)           | Lillestrøm SK (1º)          |
| Thór/KA (1º)                   | ASV Spratzern (1º)             |                             |                             |
| Fase de clasificación          |                                |                             |                             |
| Glasgow City FC (1º)           | RTP Unia Racibórz (1º)         | FC Zürich Frauen (1º)       | FC PAOK Thessaloniki (1º)   |
| Apollon Limassol LFC (1º)      | Olimpia Cluj-Napoca (1º)       | MTK Hungária FC (1º)        | WFC SFK 2000 Sarajevo (1º)  |
| PK-35 Vantaa (1º)              | WFC Járkov (1º)                | ŽFK Spartak Subotica (1º)   | FC Twente (1º)              |
| FC NSA Sofia (1º)              | ASA Tel-Aviv FC (1º)           | FC Bobruichanka (1º)        | KÍ Klaksvík (1º)            |
| WFC Osijek (1º)                | Gintra Universitetas (1º)      | WFC Pomurje (1º)            | Raheny United FC (1º)       |
| Clube Atlético Ouriense (1º)   | Cardiff City Ladies FC (1º)    | FC Union Nové Zámky (1º)    | Pärnu Jalgpalliklubi (1º)   |
| ŽFK Bilјanini Izvori 2010 (1º) | Konak Belediyesi GSK (1º)      | Crusaders Strikers WFC (1º) | CS Goliador-SS 11-Real (1º) |
| Ada Velipoje (1º)              | Birkirkara FC (1º)             | WFC Ekonomist (1º)          | SK Liepājas Metalurgs (1º)  |

Notas
- CV: Campeón vigente.

## Calendario
| Fase                   | Ronda                  | Fecha del sorteo        | Partido de ida               | Partido de vuelta            |
| ---------------------- | ---------------------- | ----------------------- | ---------------------------- | ---------------------------- |
| Fase de clasificación  | Primer Partido         | 27 de junio de 2013     | 8 de agosto de 2013          | 8 de agosto de 2013          |
| Fase de clasificación  | Segundo partido        | 27 de junio de 2013     | 10 de agosto de 2013         | 10 de agosto de 2013         |
| Fase de clasificación  | Tercer partido         | 27 de junio de 2013     | 13 de agosto de 2013         | 13 de agosto de 2013         |
| Eliminatorias directas | Dieciseisavos de final | 5 de septiembre de 2013 | 9–10 de octubre de 2013      | 16–17 de octubre de 2013     |
| Eliminatorias directas | Octavos de final       | 5 de septiembre de 2013 | 9-10 de noviembre de 2013    | 13–14 de noviembre de 2013   |
| Eliminatorias directas | Cuartos de final       | 21 de noviembre de 2013 | 21-22 de marzo de 2014       | 29-30 de marzo de 2014       |
| Eliminatorias directas | Semifinales            | 21 de noviembre de 2013 | 20 de abril de 2014          | 27 de abril de 2014          |
| Eliminatorias directas | Final                  | 21 de noviembre de 2013 | 22 de mayo de 2014 en Lisboa | 22 de mayo de 2014 en Lisboa |

## Fase de clasificación
En la fase de clasificación participaron los 32 equipos no clasificados para la siguiente fase. Se desarrolló entre el 8 y el 13 de agosto en 8 sedes previamente sorteadas.
En negritas equipo cuyo país es sede de algún grupo.
| 1º bombo (Cabezas de serie) | 2º bombo             | 3º bombo                | 4º bombo                  |
| --------------------------- | -------------------- | ----------------------- | ------------------------- |
| Glasgow City FC             | PK-35 Vantaa         | WFC Osijek              | ŽFK Bilјanini Izvori 2010 |
| RTP Unia Racibórz           | WFC Járkov           | Gintra Universitetas    | Konak Belediyesi GSK      |
| FC Zürich Frauen            | ŽFK Spartak Subotica | WFC Pomurje             | Crusaders Strikers WFC    |
| FC PAOK Thessaloniki        | FC Twente            | Raheny United FC        | CS Goliador-SS 11-Real    |
| Apollon Limassol LFC        | FC NSA Sofia         | Clube Atlético Ouriense | Ada Velipoje              |
| Olimpia Cluj-Napoca         | ASA Tel-Aviv FC      | Cardiff City Ladies FC  | Birkirkara FC             |
| MTK Hungária FC             | FC Bobruichanka      | FC Union Nové Zámky     | WFC Ekonomist             |
| WFC SFK 2000 Sarajevo       | KÍ Klaksvík          | Pärnu Jalgpalliklubi    | SK Liepājas Metalurgs     |

|  | Equipos clasificados para los dieciseisavos de final.                    |
|  | Equipos clasificados para los dieciseisavos de final como mejor segundo. |
|  | Equipos eliminados de la competición.                                    |

### Grupo 1
El Grupo 1 tuvo sede en la ciudad de Sarajevo, Bosnia y Herzegovina.

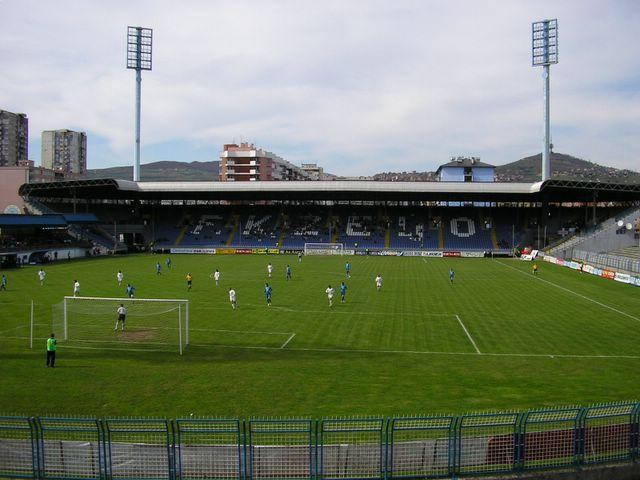
Stadion Grbavica, sede del último partido.

| Equipo                 | Pts | PJ | PG | PE | PP | GF | GC | Dif |
| ---------------------- | --- | -- | -- | -- | -- | -- | -- | --- |
| Konak Belediyesi GSK   | 9   | 3  | 3  | 0  | 0  | 5  | 1  | 4   |
| WFC SFK 2000 Sarajevo  | 6   | 3  | 2  | 0  | 1  | 7  | 4  | 3   |
| FC NSA Sofia           | 3   | 3  | 1  | 0  | 2  | 4  | 5  | -1  |
| Cardiff City Ladies FC | 0   | 3  | 0  | 0  | 3  | 0  | 6  | -6  |

| Fecha        | Estadio             | Local     | Resultado | Visitante |
| ------------ | ------------------- | --------- | --------- | --------- |
| 8 de agosto  | Otoka Stadium       | Sarajevo  | 3:0       | Cardiff   |
| 8 de agosto  | Asim Ferhatović Has | NSA Sofia | 0:2       | Konak     |
| 10 de agosto | Otoka Stadium       | Sarajevo  | 1:2       | Konak     |
| 10 de agosto | Otoka Stadium       | Cardiff   | 0:2       | NSA Sofia |
| 13 de agosto | Otoka Stadium       | NSA Sofia | 2:3       | Sarajevo  |
| 13 de agosto | Stadion Grbavica    | Konak     | 1:0       | Cardiff   |

### Grupo 2
El Grupo 2 tuvo sede en la ciudad de Cluj-Napoca, Rumanía.
| Equipo                | Pts | PJ | PG | PE | PP | GF | GC | Dif |
| --------------------- | --- | -- | -- | -- | -- | -- | -- | --- |
| ŽFK Spartak Subotica  | 9   | 3  | 3  | 0  | 0  | 24 | 3  | 21  |
| Olimpia Cluj-Napoca   | 6   | 3  | 2  | 0  | 1  | 13 | 8  | 5   |
| Gintra Universitetas  | 3   | 3  | 1  | 0  | 2  | 2  | 9  | -7  |
| SK Liepājas Metalurgs | 0   | 3  | 0  | 0  | 3  | 0  | 19 | -19 |

| Fecha        | Estadio    | Local            | Resultado | Visitante        |
| ------------ | ---------- | ---------------- | --------- | ---------------- |
| 8 de agosto  | Cluj Arena | Spartak Subotica | 10:0      | Liepājas         |
| 8 de agosto  | Cluj Arena | Olimpia Cluj     | 3:0       | Gintra           |
| 10 de agosto | Cluj Arena | Gintra           | 0:6       | Spartak Subotica |
| 10 de agosto | Cluj Arena | Olimpia Cluj     | 7:0       | Liepājas         |
| 13 de agosto | Cluj Arena | Spartak Subotica | 8:3       | Olimpia Cluj     |
| 13 de agosto | Cluj Arena | Liepājas         | 0:2       | Gintra           |

### Grupo 3
El Grupo 3 tuvo sede en la ciudad de Belfast, Irlanda del Norte.
| Equipo                 | Pts | PJ | PG | PE | PP | GF | GC | Dif |
| ---------------------- | --- | -- | -- | -- | -- | -- | -- | --- |
| MTK Hungária FC        | 9   | 3  | 3  | 0  | 0  | 6  | 2  | 4   |
| WFC Kharkiv            | 6   | 3  | 2  | 0  | 1  | 7  | 2  | 5   |
| Raheny United FC       | 3   | 3  | 1  | 0  | 2  | 5  | 6  | -1  |
| Crusaders Strikers WFC | 0   | 3  | 0  | 0  | 3  | 1  | 9  | -8  |

| Fecha        | Estadio  | Local         | Resultado | Visitante     |
| ------------ | -------- | ------------- | --------- | ------------- |
| 8 de agosto  | Seaview  | MTK Hungária  | 3:2       | Raheny United |
| 8 de agosto  | Seaview  | Járkov        | 5:0       | Crusaders     |
| 10 de agosto | Seaview  | Raheny United | 1:2       | Járkov        |
| 10 de agosto | Seaview  | MTK Hungária  | 2:0       | Crusaders     |
| 13 de agosto | Solitude | Járkov        | 0:1       | MTK Hungária  |
| 13 de agosto | Seaview  | Crusaders     | 1:2       | Raheny United |

### Grupo 4
El Grupo 4 tuvo sede en las ciudades de Fátima y Torres Novas, Portugal.
| Equipo                  | Pts | PJ | PG | PE | PP | GF | GC | Dif |
| ----------------------- | --- | -- | -- | -- | -- | -- | -- | --- |
| FC Zürich Frauen        | 9   | 3  | 3  | 0  | 0  | 12 | 1  | 11  |
| Clube Atlético Ouriense | 4   | 3  | 1  | 1  | 1  | 3  | 7  | -4  |
| KÍ Klaksvík             | 2   | 3  | 0  | 2  | 1  | 3  | 6  | -3  |
| WFC Ekonomist           | 1   | 3  | 0  | 1  | 2  | 2  | 6  | -4  |

| Fecha        | Estadio                   | Local       | Resultado | Visitante   |
| ------------ | ------------------------- | ----------- | --------- | ----------- |
| 8 de agosto  | Municipal de Fátima       | FC Zürich   | 5:0       | Ouriense    |
| 8 de agosto  | Municipal de Torres Novas | KÍ Klaksvík | 1:1       | Ekonomist   |
| 10 de agosto | Municipal de Torres Novas | FC Zürich   | 4:1       | Ekonomist   |
| 10 de agosto | Municipal de Fátima       | Ouriense    | 2:1       | KÍ Klaksvík |
| 13 de agosto | Municipal de Torres Novas | KÍ Klaksvík | 0:3       | FC Zürich   |
| 13 de agosto | Municipal de Fátima       | Ekonomist   | 1:1       | Ouriense    |

### Grupo 5
El Grupo 5 tuvo sede en las ciudades de Beltinci y Lendava, Eslovenia.
| Equipo            | Pts | PJ | PG | PE | PP | GF | GC | Dif |
| ----------------- | --- | -- | -- | -- | -- | -- | -- | --- |
| RTP Unia Racibórz | 7   | 3  | 2  | 1  | 0  | 10 | 1  | 9   |
| WFC Pomurje       | 6   | 3  | 2  | 0  | 1  | 17 | 4  | 13  |
| FC Bobruichanka   | 4   | 3  | 1  | 1  | 1  | 4  | 4  | 0   |
| Ada Velipoje      | 0   | 3  | 0  | 0  | 3  | 1  | 23 | -22 |

| Fecha        | Estadio                | Local         | Resultado | Visitante     |
| ------------ | ---------------------- | ------------- | --------- | ------------- |
| 8 de agosto  | Sportni Park, Beltinci | Bobruichanka  | 3:1       | Ada Velipoje  |
| 8 de agosto  | Športni park, Lendava  | Unia Racibórz | 3:1       | Pomurje       |
| 10 de agosto | Sportni Park, Beltinci | Pomurje       | 3:1       | Bobruichanka  |
| 10 de agosto | Športni park, Lendava  | Unia Racibórz | 7:0       | Ada Velipoje  |
| 13 de agosto | Športni park, Lendava  | Bobruichanka  | 0:0       | Unia Racibórz |
| 13 de agosto | Sportni Park, Beltinci | Ada Velipoje  | 0:13      | Pomurje       |

### Grupo 6
El Grupo 6 tuvo sede en las ciudades de Helsinki y Vantaa, Finlandia.

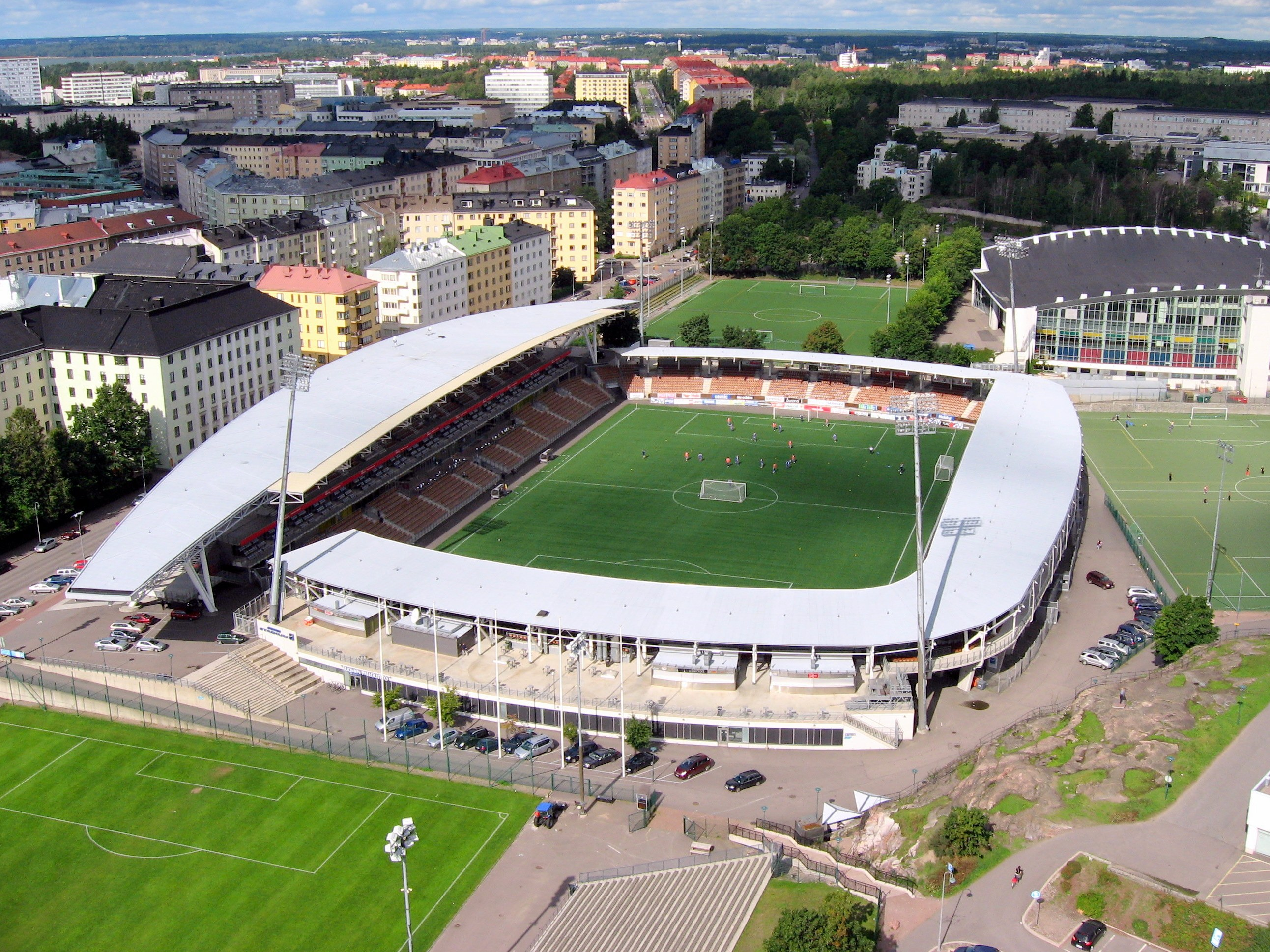
Estadio Sonera, en Helsinki.

| Equipo                    | Pts | PJ | PG | PE | PP | GF | GC | Dif |
| ------------------------- | --- | -- | -- | -- | -- | -- | -- | --- |
| PK-35 Vantaa              | 7   | 3  | 2  | 1  | 0  | 15 | 2  | 13  |
| Pärnu Jalgpalliklubi      | 7   | 3  | 2  | 1  | 0  | 6  | 2  | 4   |
| FC PAOK Thessaloniki      | 3   | 3  | 1  | 0  | 2  | 7  | 5  | 2   |
| ŽFK Bilјanini Izvori 2010 | 0   | 3  | 0  | 0  | 3  | 2  | 21 | -19 |

| Fecha        | Estadio          | Local            | Resultado | Visitante        |
| ------------ | ---------------- | ---------------- | --------- | ---------------- |
| 8 de agosto  | Pohjola, Vantaa  | FC PAOK          | 1:3       | Pärnu            |
| 8 de agosto  | Pohjola, Vantaa  | PK-35            | 13:1      | Bilјanini Izvori |
| 10 de agosto | Pohjola, Vantaa  | FC PAOK          | 5:0       | Bilјanini Izvori |
| 10 de agosto | Pohjola, Vantaa  | Pärnu            | 0:0       | PK-35            |
| 13 de agosto | Pohjola, Vantaa  | PK-35            | 2:1       | FC PAOK          |
| 13 de agosto | Sonera, Helsinki | Bilјanini Izvori | 1:3       | Pärnu            |

### Grupo 7
El Grupo 7 tuvo sede en la ciudad de Paphos, Chipre.
| Equipo                 | Pts | PJ | PG | PE | PP | GF | GC | Dif |
| ---------------------- | --- | -- | -- | -- | -- | -- | -- | --- |
| Apollon Limassol LFC   | 9   | 3  | 3  | 0  | 0  | 6  | 0  | 6   |
| FC Union Nové Zámky    | 4   | 3  | 1  | 1  | 1  | 6  | 2  | 4   |
| ASA Tel-Aviv FC        | 4   | 3  | 1  | 1  | 1  | 6  | 3  | 3   |
| CS Goliador-SS 11-Real | 0   | 3  | 0  | 0  | 3  | 0  | 13 | -13 |

| Fecha        | Estadio                   | Local            | Resultado | Visitante        |
| ------------ | ------------------------- | ---------------- | --------- | ---------------- |
| 8 de agosto  | Pafiako                   | Apollon Limassol | 2:0       | Union Nové Zámky |
| 8 de agosto  | Pafiako                   | ASA Tel-Aviv     | 6:0       | Goliador-SS      |
| 10 de agosto | Pafiako                   | Union Nové Zámky | 0:0       | ASA Tel-Aviv     |
| 10 de agosto | Pafiako                   | Apollon Limassol | 1:0       | Goliador-SS      |
| 13 de agosto | Pafiako                   | ASA Tel-Aviv     | 0:3       | Apollon Limassol |
| 13 de agosto | Kouklia Community Stadium | Goliador-SS      | 0:6       | Union Nové Zámky |

### Grupo 8
El Grupo 8 tuvo sede en las ciudades de Enschede y Hengelo, en los Países Bajos.

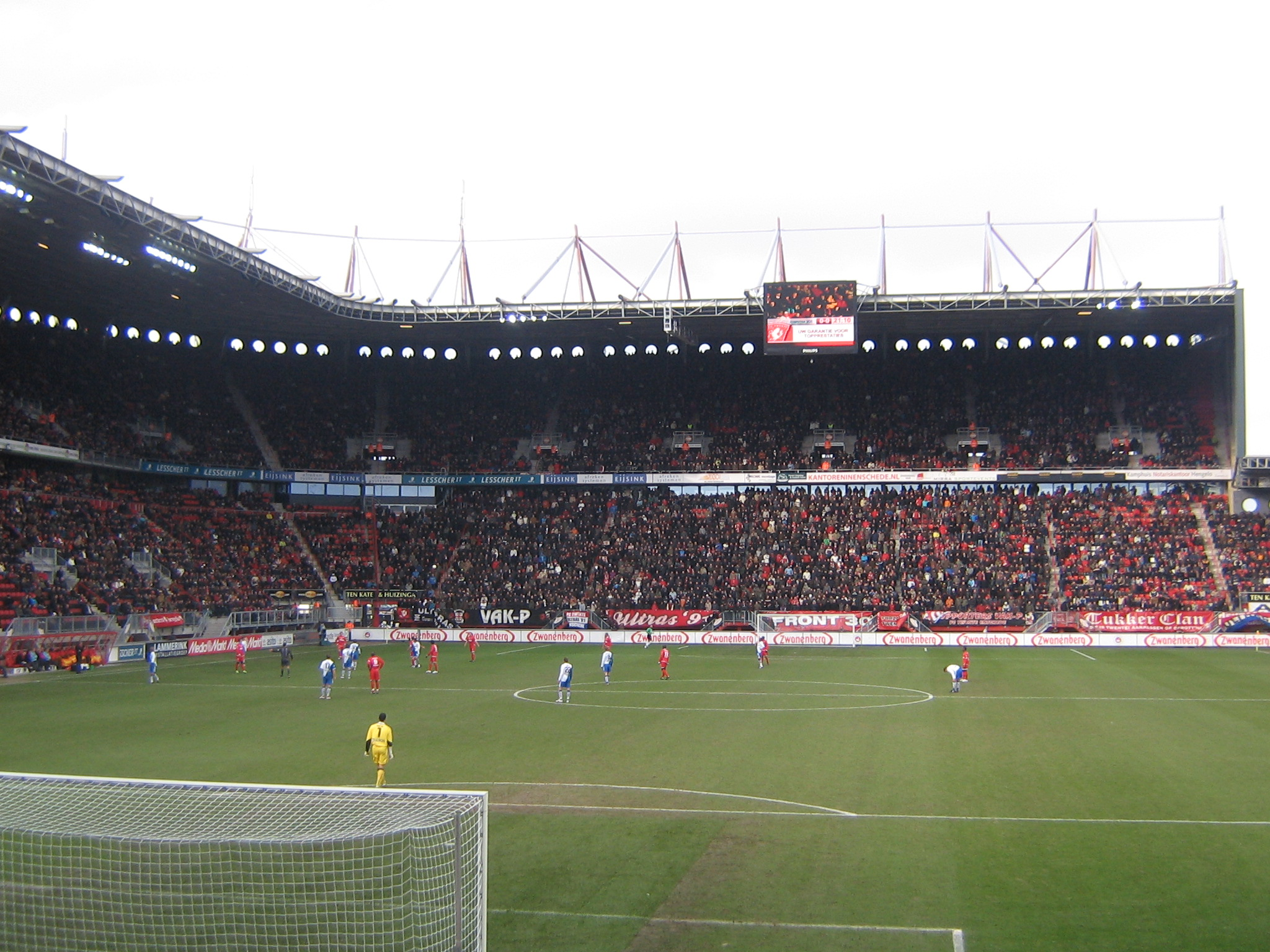
Estadio De Grolsch Veste, propiedad del FC Twente.

| Equipo          | Pts | PJ | PG | PE | PP | GF | GC | Dif |
| --------------- | --- | -- | -- | -- | -- | -- | -- | --- |
| Glasgow City FC | 9   | 3  | 3  | 0  | 0  | 18 | 0  | 18  |
| FC Twente       | 6   | 3  | 2  | 0  | 1  | 10 | 2  | 8   |
| WFC Osijek      | 3   | 3  | 1  | 0  | 2  | 7  | 12 | -5  |
| Birkirkara FC   | 0   | 3  | 0  | 0  | 3  | 1  | 22 | -21 |

| Fecha        | Estadio                        | Local        | Resultado | Visitante    |
| ------------ | ------------------------------ | ------------ | --------- | ------------ |
| 8 de agosto  | Sportpark Slangenbeek, Hengelo | Glasgow City | 7:0       | Osijek       |
| 8 de agosto  | De Grolsch Veste, Enschede     | FC Twente    | 6:0       | Birkirkara   |
| 10 de agosto | Sportpark Slangenbeek, Hengelo | Glasgow City | 9:0       | Birkirkara   |
| 10 de agosto | Sportpark Slangenbeek, Hengelo | Osijek       | 0:4       | FC Twente    |
| 13 de agosto | De Grolsch Veste, Enschede     | FC Twente    | 0:2       | Glasgow City |
| 13 de agosto | Sportpark Slangenbeek, Hengelo | Birkirkara   | 1:7       | Osijek       |

### Tabla de segundos
Los equipos que tuvieron mejor actuación contra el primero y tercero de su respectivo grupo clasificaron a los dieciseisavos de final.
| Equipo                  | Grupo | Pts | PJ | PG | PE | PP | GF | GC | Dif |
| ----------------------- | ----- | --- | -- | -- | -- | -- | -- | -- | --- |
| Pärnu Jalgpalliklubi    | 6     | 4   | 2  | 1  | 1  | 0  | 3  | 1  | 2   |
| FC Twente               | 8     | 3   | 2  | 1  | 0  | 1  | 4  | 2  | 2   |
| WFC SFK 2000 Sarajevo   | 1     | 3   | 2  | 1  | 0  | 1  | 4  | 4  | 0   |
| WFC Pomurje             | 5     | 3   | 2  | 1  | 0  | 1  | 4  | 4  | 0   |
| WFC Kharkiv             | 3     | 3   | 2  | 1  | 0  | 1  | 2  | 2  | 0   |
| Olimpia Cluj-Napoca     | 2     | 3   | 2  | 1  | 0  | 1  | 6  | 8  | -2  |
| Clube Atlético Ouriense | 4     | 3   | 2  | 1  | 0  | 1  | 2  | 6  | -4  |
| FC Union Nové Zámky     | 7     | 1   | 2  | 0  | 1  | 1  | 0  | 2  | -2  |

## Fase final
El sorteo de los dieciseisavos de final y de los octavos de final fue el 5 de septiembre. Los partidos de dieciseisavos tuvieron lugar entre el 9 y 17 de octubre.
El sorteo de los cuartos de final, semifinales y final fue realizado el 21 de noviembre y las tres fases se disputarán en el 2014.

### Dieciseisavos de final
| Equipo local ida     | Resultado | Equipo visitante ida  | Ida  | Vuelta |
| -------------------- | --------- | --------------------- | ---- | ------ |
| FC Barcelona         | (v)2:2    | Brøndby IF            | 0:0  | 2:2    |
| FC Zürich Frauen     | 3:2       | AC Sparta Praha       | 2:1  | 1:1    |
| Konak Belediyesi GSK | 2:1       | RTP Unia Racibórz     | 2:1  | 0:0    |
| Apollon Limassol LFC | 2:3       | SV Neulengbach        | 1:2  | 1:1    |
| UPC Tavagnacco       | 3:4       | Fortuna Hjørring      | 3:2  | 0:2    |
| Tyresö FF            | 2:1       | PSG                   | 2:1  | 0:0    |
| ŽFK Spartak Subotica | 3:5       | FC Rossiyanka         | 2:4  | 1:1    |
| ASV Spratzern        | 3:5       | Torres Calcio         | 2:2  | 1:3    |
| MTK Hungária FC      | 0:11      | 1.FFC Turbine Potsdam | 0:5  | 0:6    |
| FC Twente            | 0:10      | Olympique Lyonnais    | 0:4  | 0:6    |
| Thór/KA              | 2:6       | FK Zorkiy Krasnogorsk | 1:2  | 1:4    |
| PK-35 Vantaa         | 0:4       | Birmingham City LFC   | 0:3  | 0:1    |
| Lillestrøm SK        | 1:8       | FCR Malmö             | 1:3  | 0:5    |
| Pärnu Jalgpalliklubi | 0:27      | VLf Wolfsburg         | 0:14 | 0:13   |
| WFC SSHVSM Kairat    | 2:18      | Arsenal LFC           | 1:7  | 1:11   |
| R. Standard de Liège | 3:5       | Glasgow City FC       | 2:2  | 1:3    |

### Cuadro
|  | Octavos de final                     | Octavos de final                     | Octavos de final                     |                 |   | Cuartos de final              | Cuartos de final              | Cuartos de final              |  |  | Semifinales             | Semifinales             | Semifinales             |  |  | Final                                  | Final                                  | Final                                  |
|  | 9/10 de noviembre-13/14 de noviembre | 9/10 de noviembre-13/14 de noviembre | 9/10 de noviembre-13/14 de noviembre |                 |   | 23/24 de marzo-29/30 de marzo | 23/24 de marzo-29/30 de marzo | 23/24 de marzo-29/30 de marzo |  |  | 19 de abril-27 de abril | 19 de abril-27 de abril | 19 de abril-27 de abril |  |  | 22 de mayo, Estádio do Restelo, Lisboa | 22 de mayo, Estádio do Restelo, Lisboa | 22 de mayo, Estádio do Restelo, Lisboa |
|  |                                      |                                      |                                      |                 |   |                               |                               |                               |  |  |                         |                         |                         |  |  |                                        |                                        |                                        |
|  |                                      |                                      |                                      |                 |   |                               |                               |                               |  |  |                         |                         |                         |  |  |                                        |                                        |                                        |
|  |                                      |                                      |                                      |                 |   |                               |                               |                               |  |  |                         |                         |                         |  |  |                                        |                                        |                                        |
|  | Zorkiy Krasnogorsk                   | 0                                    | 2                                    |                 |   |                               |                               |                               |  |  |                         |                         |                         |  |  |                                        |                                        |                                        |
|  | Zorkiy Krasnogorsk                   | 0                                    | 2                                    |                 |   |                               |                               |                               |  |  |                         |                         |                         |  |  |                                        |                                        |                                        |
|  | Birmingham City                      | 2                                    | 5                                    |                 |   |                               |                               |                               |  |  |                         |                         |                         |  |  |                                        |                                        |                                        |
|  | Birmingham City                      | 2                                    | 5                                    | Birmingham City | 1 | 2                             |                               |                               |  |  |                         |                         |                         |  |  |                                        |                                        |                                        |
|  |                                      |                                      |                                      |                 | 1 | 2                             |                               |                               |  |  |                         |                         |                         |  |  |                                        |                                        |                                        |
|  |                                      | Arsenal LFC                          | 0                                    | 0               |   |                               |                               |                               |  |  |                         |                         |                         |  |  |                                        |                                        |                                        |
|  | Arsenal LFC                          | Arsenal LFC                          | 0                                    | 0               | 3 | 3                             |                               |                               |  |  |                         |                         |                         |  |  |                                        |                                        |                                        |
|  | Arsenal LFC                          |                                      |                                      |                 | 3 | 3                             |                               |                               |  |  |                         |                         |                         |  |  |                                        |                                        |                                        |
|  | Glasgow City FC                      | 0                                    | 2                                    |                 |   |                               |                               |                               |  |  |                         |                         |                         |  |  |                                        |                                        |                                        |
|  | Glasgow City FC                      | 0                                    | 2                                    | Birmingham City | 0 | 0                             |                               |                               |  |  |                         |                         |                         |  |  |                                        |                                        |                                        |
|  |                                      |                                      |                                      |                 | 0 | 0                             |                               |                               |  |  |                         |                         |                         |  |  |                                        |                                        |                                        |
|  |                                      | Tyresö FF                            | 0                                    | 3               |   |                               |                               |                               |  |  |                         |                         |                         |  |  |                                        |                                        |                                        |
|  | Fortuna Hjørring                     | Tyresö FF                            | 0                                    | 3               | 1 | 0                             |                               |                               |  |  |                         |                         |                         |  |  |                                        |                                        |                                        |
|  | Fortuna Hjørring                     |                                      |                                      |                 | 1 | 0                             |                               |                               |  |  |                         |                         |                         |  |  |                                        |                                        |                                        |
|  | Tyresö FF                            | 2                                    | 4                                    |                 |   |                               |                               |                               |  |  |                         |                         |                         |  |  |                                        |                                        |                                        |
|  | Tyresö FF                            | 2                                    | 4                                    | Tyresö FF       | 8 | 0                             |                               |                               |  |  |                         |                         |                         |  |  |                                        |                                        |                                        |
|  |                                      |                                      |                                      |                 | 8 | 0                             |                               |                               |  |  |                         |                         |                         |  |  |                                        |                                        |                                        |
|  |                                      | SV Neulengbach                       | 1                                    | 0               |   |                               |                               |                               |  |  |                         |                         |                         |  |  |                                        |                                        |                                        |
|  | Konak Belediyesi                     | SV Neulengbach                       | 1                                    | 0               | 0 | 0                             |                               |                               |  |  |                         |                         |                         |  |  |                                        |                                        |                                        |
|  | Konak Belediyesi                     |                                      |                                      |                 | 0 | 0                             |                               |                               |  |  |                         |                         |                         |  |  |                                        |                                        |                                        |
|  | SV Neulengbach                       | 3                                    | 3                                    |                 |   |                               |                               |                               |  |  |                         |                         |                         |  |  |                                        |                                        |                                        |
|  | SV Neulengbach                       | 3                                    | 3                                    | Tyresö FF       | 3 |                               |                               |                               |  |  |                         |                         |                         |  |  |                                        |                                        |                                        |
|  |                                      |                                      |                                      |                 | 3 |                               |                               |                               |  |  |                         |                         |                         |  |  |                                        |                                        |                                        |
|  |                                      | VLf Wolfsburg                        | 4                                    |                 |   |                               |                               |                               |  |  |                         |                         |                         |  |  |                                        |                                        |                                        |
|  | FC Rossiyanka                        | VLf Wolfsburg                        | 4                                    | 1               | 0 |                               |                               |                               |  |  |                         |                         |                         |  |  |                                        |                                        |                                        |
|  | FC Rossiyanka                        |                                      |                                      |                 | 0 |                               |                               |                               |  |  |                         |                         |                         |  |  |                                        |                                        |                                        |
|  | Torres Calcio                        | 0                                    | 2                                    |                 |   |                               |                               |                               |  |  |                         |                         |                         |  |  |                                        |                                        |                                        |
|  | Torres Calcio                        | 0                                    | 2                                    | Torres Calcio   | 0 | 1                             |                               |                               |  |  |                         |                         |                         |  |  |                                        |                                        |                                        |
|  |                                      |                                      |                                      |                 | 0 | 1                             |                               |                               |  |  |                         |                         |                         |  |  |                                        |                                        |                                        |
|  |                                      | Turbine Potsdam                      | 8                                    | 4               |   |                               |                               |                               |  |  |                         |                         |                         |  |  |                                        |                                        |                                        |
|  | Turbine Potsdam (v)                  | Turbine Potsdam                      | 8                                    | 4               | 0 | 2                             |                               |                               |  |  |                         |                         |                         |  |  |                                        |                                        |                                        |
|  | Turbine Potsdam (v)                  |                                      |                                      |                 | 0 | 2                             |                               |                               |  |  |                         |                         |                         |  |  |                                        |                                        |                                        |
|  | Olympique Lyonnais                   | 1                                    | 1                                    |                 |   |                               |                               |                               |  |  |                         |                         |                         |  |  |                                        |                                        |                                        |
|  | Olympique Lyonnais                   | 1                                    | 1                                    | Turbine Potsdam | 0 | 2                             |                               |                               |  |  |                         |                         |                         |  |  |                                        |                                        |                                        |
|  |                                      |                                      |                                      |                 | 0 | 2                             |                               |                               |  |  |                         |                         |                         |  |  |                                        |                                        |                                        |
|  |                                      | VLf Wolfsburg                        | 0                                    | 4               |   |                               |                               |                               |  |  |                         |                         |                         |  |  |                                        |                                        |                                        |
|  | FCR Malmö                            | VLf Wolfsburg                        | 0                                    | 4               | 1 | 1                             |                               |                               |  |  |                         |                         |                         |  |  |                                        |                                        |                                        |
|  | FCR Malmö                            |                                      |                                      |                 | 1 | 1                             |                               |                               |  |  |                         |                         |                         |  |  |                                        |                                        |                                        |
|  | VLf Wolfsburg                        | 2                                    | 3                                    |                 |   |                               |                               |                               |  |  |                         |                         |                         |  |  |                                        |                                        |                                        |
|  | VLf Wolfsburg                        | 2                                    | 3                                    | VLf Wolfsburg   | 3 | 2                             |                               |                               |  |  |                         |                         |                         |  |  |                                        |                                        |                                        |
|  |                                      |                                      |                                      |                 | 3 | 2                             |                               |                               |  |  |                         |                         |                         |  |  |                                        |                                        |                                        |
|  |                                      | FC Barcelona                         | 0                                    | 0               |   |                               |                               |                               |  |  |                         |                         |                         |  |  |                                        |                                        |                                        |
|  | FC Barcelona                         | FC Barcelona                         | 0                                    | 0               | 3 | 3                             |                               |                               |  |  |                         |                         |                         |  |  |                                        |                                        |                                        |
|  | FC Barcelona                         |                                      |                                      |                 | 3 | 3                             |                               |                               |  |  |                         |                         |                         |  |  |                                        |                                        |                                        |
|  | FC Zürich Frauen                     | 0                                    | 1                                    |                 |   |                               |                               |                               |  |  |                         |                         |                         |  |  |                                        |                                        |                                        |

El equipo que figura primero en cada serie es quien hace de local en el primer partido.

### Octavos de final

#### FC Barcelona - FC Zürich Frauen
| 10 de noviembre de 2013 | FC Barcelona                       | 3:0 (1:0) | FC Zürich Frauen | Mini Estadi, Barcelona                                      |                                                             |
|                         | Bermúdez 1' 90' · Vicky Losada 70' | Reporte   |                  | Asistencia: 1,169 espectadores Árbitro(s): Monika Mularczyk | Asistencia: 1,169 espectadores Árbitro(s): Monika Mularczyk |

| 13 de noviembre de 2013 | FC Zürich Frauen    | 1:3 (1:1) | FC Barcelona                              | Stadion Letzigrund, Zúrich                                        |                                                                   |
|                         | Torrejón 24' (a.g.) | Reporte   | 36' García · 64' Corredera · 82' Čanković | Asistencia: 7,304 espectadores Árbitro(s): Anastasia Pustovoitova | Asistencia: 7,304 espectadores Árbitro(s): Anastasia Pustovoitova |

#### Konak Belediyesi - SV Neulengbach
| 10 de noviembre de 2013 | Konak Belediyesi | 0:3 (0:1) | SV Neulengbach     | Alsancak, Izmir                                            |                                                            |
|                         |                  | Reporte   | 35' 75' 89' Burger | Asistencia: 5,000 espectadores Árbitro(s): Jenny Palmqvist | Asistencia: 5,000 espectadores Árbitro(s): Jenny Palmqvist |

| 14 de noviembre de 2013 | SV Neulengbach                           | 3:0 (1:0) | Konak Belediyesi | Wienerwaldstadion, Neulengbach                             |                                                            |
|                         | Hanschitz 33' · Bíróová 67' · Burger 76' | Reporte   |                  | Asistencia: 920 espectadores Árbitro(s): Bibiana Steinhaus | Asistencia: 920 espectadores Árbitro(s): Bibiana Steinhaus |

#### Fortuna Hjørring - Tyresö FF
| 9 de noviembre de 2013 | Fortuna Hjørring | 1:2 (0:0) | Tyresö FF        | Hjørring Stadion, Hjørring                              |                                                         |
|                        | N. Nadim 83'     | Reporte   | 54' 67' C. Press | Asistencia: 877 espectadores Árbitro(s): Séverine Zinck | Asistencia: 877 espectadores Árbitro(s): Séverine Zinck |

| 14 de noviembre de 2013 | Tyresö FF                                              | 4:0 (4:0) | Fortuna Hjørring | Tyresövallen, Tyresö                                  |                                                       |
|                         | Engen 15' · van de Ven 27' · Marta 45' · Boquete 45+2' | Reporte   |                  | Asistencia: 1,928 espectadores Árbitro(s): Amy Rayner | Asistencia: 1,928 espectadores Árbitro(s): Amy Rayner |

#### FC Rossiyanka - Torres Calcio
| 9 de noviembre de 2013 | FC Rossiyanka             | 1:0 (1:0) | Torres Calcio | Estadio de Krasnoarmeysk, Krasnoarmeysk              |                                                      |
|                        | 18' (a.g.) Tucceri Cimini | Reporte   |               | Asistencia: 334 espectadores Árbitro(s): Morag Pirie | Asistencia: 334 espectadores Árbitro(s): Morag Pirie |

| 14 de noviembre de 2013 | Torres Calcio          | 2:0 (1:0) | FC Rossiyanka | Estadio Vanni Sanna, Sassari                            |                                                         |
|                         | Conti 27' · Panico 63' | Reporte   |               | Asistencia: 277 espectadores Árbitro(s): Esther Staubli | Asistencia: 277 espectadores Árbitro(s): Esther Staubli |

#### Turbine Potsdam - Olympique Lyonnais
| 10 de noviembre de 2013 | Turbine Potsdam | 0:1 (0:0) | Olympique Lyonnais | Estadio Karl Liebknecht, Potsdam                         |                                                          |
|                         |                 | Reporte   | 83' L. Necib       | Asistencia: 4,180 espectadores Árbitro(s): Jana Adámková | Asistencia: 4,180 espectadores Árbitro(s): Jana Adámková |

| 14 de noviembre de 2013 | Olympique Lyonnais | 1:2 (1:1) | Turbine Potsdam            | Stade de Gerland, Lyon                                     |                                                            |
|                         | Abily 11'          | Reporte   | 33' Draws · 73' (p) Mjelde | Asistencia: 9,949 espectadores Árbitro(s): Kateryna Monzul | Asistencia: 9,949 espectadores Árbitro(s): Kateryna Monzul |

#### Zorkiy Krasnogorsk - Birmingham City
| 9 de noviembre de 2013 | Zorkiy Krasnogorsk | 0:2 (0:1) | Birmingham City                     | Estadio Rodina, Khimki                                |                                                       |
|                        |                    | Reporte   | 27' I. Christiansen · 56' J. Potter | Asistencia: 280 espectadores Árbitro(s): Riem Hussein | Asistencia: 280 espectadores Árbitro(s): Riem Hussein |

| 13 de noviembre de 2013 | Birmingham City                                            | 5:2 (2:2) | Zorkiy Krasnogorsk    | St Andrew's Stadium, Birmingham                            |                                                            |
|                         | Christiansen 4' · Linnett 9' 66' · Harrop 50' · Lawley 76' | Reporte   | 29' Ruiz · 42' Ashley | Asistencia: 1,062 espectadores Árbitro(s): Carina Vitulano | Asistencia: 1,062 espectadores Árbitro(s): Carina Vitulano |

#### FCR Malmö - VLf Wolfsburgo
| 9 de noviembre de 2013 | FCR Malmö       | 1:2 (0:1) | VLf Wolfsburgo                     | Malmö Stadion, Malmö                                     |                                                          |
|                        | R. Bachmann 64' | Reporte   | 34' A. Popp · 85' (pen.) M. Müller | Asistencia: 742 espectadores Árbitro(s): Katalin Kulcsár | Asistencia: 742 espectadores Árbitro(s): Katalin Kulcsár |

| 13 de noviembre de 2013 | VLf Wolfsburgo                           | 3:1 (2:0) | FCR Malmö         | VfL-Stadion, Wolfsburgo                                       |                                                               |
|                         | Goessling 16' · Wensing 27' · Müller 89' | Reporte   | 71' Gunnarsdóttir | Asistencia: 1,124 espectadores Árbitro(s): Cristina Dorcioman | Asistencia: 1,124 espectadores Árbitro(s): Cristina Dorcioman |

#### Arsenal LFC - Glasgow City FC
| 9 de noviembre de 2013 | Arsenal LFC                                              | 3:0 (2:0) | Glasgow City FC | Estadio The Hive, Londres                              |                                                        |
|                        | S. Houghton 14' · D. Carter 43' · E. McSorley 63' (a.g.) | Reporte   |                 | Asistencia: 869 espectadores Árbitro(s): Teodora Albon | Asistencia: 869 espectadores Árbitro(s): Teodora Albon |

| 13 de noviembre de 2013 | Glasgow City FC        | 2:3 (1:1) | Arsenal LFC                          | Petershill Park, Glasgow                                    |                                                             |
|                         | Lappin 2' · Corsie 79' | Reporte   | 12' Yankey · 69' Nobbs · 90+3' Scott | Asistencia: 1,300 espectadores Árbitro(s): Pernilla Larsson | Asistencia: 1,300 espectadores Árbitro(s): Pernilla Larsson |

### Cuartos de final

#### Tyresö FF - SV Neulengbach
| 23 de marzo de 2014 | Tyresö FF                                                            | 8:1 (4:0) | SV Neulengbach | Tyresövallen, Tyresö     |                          |
|                     | Press 1', 64', 80' · Marta 5', 27', 85' · Dahlkvist 31' · Edlund 74' | Reporte   | Shu-O 68'      | Árbitro(s): Riem Hussein | Árbitro(s): Riem Hussein |

| 29 de marzo de 2014 | SV Neulengbach | 0:0     | Tyresö FF | Wienerwaldstadion, Neulengbach |                            |
|                     |                | Reporte |           | Árbitro(s): Efthalia Mitsi     | Árbitro(s): Efthalia Mitsi |

#### VLf Wolfsburgo - FC Barcelona
| 23 de marzo de 2014 | VLf Wolfsburgo                        | 3:0 (1:0) | FC Barcelona | VfL-Stadion, Wolfsburgo |                         |
|                     | Keßler 34' · Müller 52' · Jakabfi 65' | Reporte   |              | Árbitro(s): Morag Pirie | Árbitro(s): Morag Pirie |

| 30 de marzo de 2014 | FC Barcelona | 0:2 (0:1) | VLf Wolfsburgo            | Mini Estadi, Barcelona    |                           |
|                     |              | Reporte   | Keßler 45+1' · Müller 74' | Árbitro(s): Teodora Albon | Árbitro(s): Teodora Albon |

#### Torres Calcio - Turbine Potsdam
| 23 de marzo de 2014 | Torres Calcio | 0:8 (0:4) | Turbine Potsdam                                                                                  | Estadio Vanni Sanna, Sassari   |                                |
|                     |               | Reporte   | Tucceri 2' (a.g.) · Wälti 27' · Bremer 28' · Simic 44', 53' · Añonma 55' · Elsig 78' · Evans 79' | Árbitro(s): Cristina Dorcioman | Árbitro(s): Cristina Dorcioman |

| 30 de marzo de 2014 | Turbine Potsdam                               | 4:1 (2:0) | Torres Calcio    | Estadio Karl Liebknecht, Potsdam |                          |
|                     | Nagasato 38' · Wälti 43' · Hegerberg 54', 85' | Reporte   | Domenichetti 49' | Árbitro(s): Gyöngyi Gaál         | Árbitro(s): Gyöngyi Gaál |

#### Birmingham City - Arsenal LFC
| 24 de marzo de 2014 | Birmingham City | 1:0 (1:0) | Arsenal LFC | St Andrew's Stadium, Birmingham |                            |
|                     | Allen 26'       | Reporte   |             | Árbitro(s): Esther Staubli      | Árbitro(s): Esther Staubli |

| 30 de marzo de 2014 | Arsenal LFC | 0:2 (0:2) | Birmingham City         | Estadio The Hive, Londres     |                               |
|                     |             | Reporte   | Linnett 25' · Allen 32' | Árbitro(s): Bibiana Steinhaus | Árbitro(s): Bibiana Steinhaus |

### Semifinales

#### Birmingham City - Tyresö FF
| 19 de abril de 2014 | Birmingham City | 0:0     | Tyresö FF | St Andrew's Stadium, Birmingham |                           |
|                     |                 | Reporte |           | Árbitro(s): Teodora Albon       | Árbitro(s): Teodora Albon |

| 27 de abril de 2014 | Tyresö FF                    | 3:0 (0:0) | Birmingham City | Tyresövallen, Tyresö        |                             |
|                     | Press 61', 72' · Marta 90+3' | Reporte   |                 | Árbitro(s): Carina Vitulano | Árbitro(s): Carina Vitulano |

#### Turbine Potsdam - VLf Wolfsburgo
| 19 de abril de 2014 | Turbine Potsdam | 0:0     | VLf Wolfsburgo | Estadio Karl Liebknecht, Potsdam |                            |
|                     |                 | Reporte |                | Árbitro(s): Efthalia Mitsi       | Árbitro(s): Efthalia Mitsi |

| 27 de abril de 2014 | VLf Wolfsburgo                          | 4:2 (3:2) | Turbine Potsdam       | VfL-Stadion, Wolfsburgo    |                            |
|                     | Keßler 17' · Popp 36', 41' · Müller 80' |           | Simic 7' · Añonma 35' | Árbitro(s): Esther Staubli | Árbitro(s): Esther Staubli |

### Final
| 21         | POR        | Carola Söberg      |     |
| 3          | DEF        | Whitney Engen      |     |
| 5          | DEF        | Line Røddik        |     |
| 23         | DEF        | Linda Sembrant     |     |
| 25         | DEF        | Meghan Klingenberg | 69' |
| 7          | MED        | Lisa Dahlkvist     | 83' |
| 12         | MED        | Malin Diaz         | 67' |
| 17         | MED        | Caroline Seger     |     |
| 9          | DEL        | Verónica Boquete   |     |
| 10         | DEL        | Marta Vieira       |     |
| 13         | DEL        | Christen Press     |     |
| Entrenador | Entrenador | Tony Gustavsson    |     |

| 1          | POR        | Almuth Schult     |       |
| 2          | DEF        | Luisa Wensing     |       |
| 4          | DEF        | Nilla Fischer     |       |
| 20         | DEF        | Stephanie Bunte   |       |
| 27         | DEF        | Josephine Henning |       |
| 9          | MED        | Anna Blässe       |       |
| 13         | MED        | Nadine Keßler     |       |
| 28         | MED        | Lena Goeßling     | 90+2' |
| 25         | DEL        | Martina Müller    |       |
| 11         | DEL        | Alexandra Popp    |       |
| 10         | DEL        | Selina Wagner     | 46'   |
| Entrenador | Entrenador | Ralf Kellermann   |       |

| 11 | DEL | Madelaine Edlund | 67' |
| 6  | DEF | Elisabet Klinga  | 69' |
| 8  | MED | Thaisa           | 83' |

| 22 | DEF | Verena Faißt    | 46'   |
| 18 | DEF | Ivonne Hartmann | 90+2' |

| Anotado | 28' | Marta Vieira     | 1-0 |
| Anotado | 30' | Verónica Boquete | 2-0 |
| Anotado | 56' | Marta Vieira     | 3-2 |

| Anotado | 47' | Alexandra Popp | 2-1 |
| Anotado | 53' | Martina Müller | 2-2 |
| Anotado | 68' | Verena Faißt   | 3-3 |
| Anotado | 80' | Martina Müller | 3-4 |

| Amonestado | 79' | Caroline Seger |

| Árbitro             | Kateryna Monzul   |
| Árbitros asistentes | Natalia Rachynska |
| Árbitros asistentes | Maryna Striletska |
| Cuarto Árbitro      | Kateryna Zora     |
| Reporte             |                   |

| 21         | POR        | Carola Söberg      |     |
| 3          | DEF        | Whitney Engen      |     |
| 5          | DEF        | Line Røddik        |     |
| 23         | DEF        | Linda Sembrant     |     |
| 25         | DEF        | Meghan Klingenberg | 69' |
| 7          | MED        | Lisa Dahlkvist     | 83' |
| 12         | MED        | Malin Diaz         | 67' |
| 17         | MED        | Caroline Seger     |     |
| 9          | DEL        | Verónica Boquete   |     |
| 10         | DEL        | Marta Vieira       |     |
| 13         | DEL        | Christen Press     |     |
| Entrenador | Entrenador | Tony Gustavsson    |     |

| 1          | POR        | Almuth Schult     |       |
| 2          | DEF        | Luisa Wensing     |       |
| 4          | DEF        | Nilla Fischer     |       |
| 20         | DEF        | Stephanie Bunte   |       |
| 27         | DEF        | Josephine Henning |       |
| 9          | MED        | Anna Blässe       |       |
| 13         | MED        | Nadine Keßler     |       |
| 28         | MED        | Lena Goeßling     | 90+2' |
| 25         | DEL        | Martina Müller    |       |
| 11         | DEL        | Alexandra Popp    |       |
| 10         | DEL        | Selina Wagner     | 46'   |
| Entrenador | Entrenador | Ralf Kellermann   |       |

| 11 | DEL | Madelaine Edlund | 67' |
| 6  | DEF | Elisabet Klinga  | 69' |
| 8  | MED | Thaisa           | 83' |

| 22 | DEF | Verena Faißt    | 46'   |
| 18 | DEF | Ivonne Hartmann | 90+2' |

| Anotado | 28' | Marta Vieira     | 1-0 |
| Anotado | 30' | Verónica Boquete | 2-0 |
| Anotado | 56' | Marta Vieira     | 3-2 |

| Anotado | 47' | Alexandra Popp | 2-1 |
| Anotado | 53' | Martina Müller | 2-2 |
| Anotado | 68' | Verena Faißt   | 3-3 |
| Anotado | 80' | Martina Müller | 3-4 |

| Amonestado | 79' | Caroline Seger |

| Árbitro             | Kateryna Monzul   |
| Árbitros asistentes | Natalia Rachynska |
| Árbitros asistentes | Maryna Striletska |
| Cuarto Árbitro      | Kateryna Zora     |
| Reporte             |                   |

|                                   |
| Bandera de Alemania               |
| Campeón VfL Wolfsburgo 2.º título |

## Goleadoras
| Milena Nikolić                             | ŽFK Spartak Subotica | 10 | 235' |
| Tanja Vrabel                               | WFC Pomurje          | 8  | 270' |
| Jelena Čubrilo                             | ŽFK Spartak Subotica | 7  | 270' |
| Alexandra Lunca                            | Olimpia Cluj-Napoca  | 6  | 270' |
| Hanne Ojanperä                             | PK-35 Vantaa         | 5  | 170' |
| Sarah Crilly                               | Glasgow City FC      | 5  | 183' |
| Fabienne Humm                              | FC Zürich Frauen     | 5  | 209' |
| Jill Roord                                 | FC Twente            | 4  | 180' |
| Última actualización: 13 de agosto de 2013 |                      |    |      |

| Martina Müller                              | VLf Wolfsburg  | 10 | 715' |
| Christen Press                              | Tyresö FF      | 9  | 810' |
| Marta Vieira                                | Tyresö FF      | 7  | 719' |
| Conny Pohlers                               | VLf Wolfsburgo | 6  | 170' |
| Danielle Carter                             | Arsenal LFC    | 6  | 440' |
| Nina Burger                                 | SV Neulengbach | 6  | 540' |
| Kim Little                                  | Arsenal LFC    | 5  | 360' |
| Alexandra Popp                              | VLf Wolfsburgo | 5  | 612' |
| Última actualización: 22 de octubre de 2018 |                |    |      |

La UEFA contabiliza los datos por separado, la goleadora de la edición saldrá de la tabla de la Etapa final del torneo.

## Asistidoras
| Tijana Krstić                              | ŽFK Spartak Subotica | 6 | 270' |
| Mara Bâtea                                 | Olimpia Cluj-Napoca  | 4 | 206' |
| Leanne Ross                                | Glasgow City FC      | 4 | 224' |
| Manja Rogan                                | WFC Pomurje          | 4 | 270' |
| Cheryl Gallagher                           | Glasgow City FC      | 3 | 90'  |
| Suzanne Lappin                             | Glasgow City FC      | 3 | 226' |
| Milena Nikolić                             | ŽFK Spartak Subotica | 3 | 235' |
| Anouk Dekker                               | FC Twente            | 3 | 241  |
| Última actualización: 13 de agosto de 2013 |                      |   |      |

| Karen Carney                             | Birmingham City LFC | 7 | 720' |
| Lisa Evans                               | Turbine Potsdam     | 6 | 548' |
| Nadine Keßler                            | VLf Wolfsburg       | 6 | 734' |
| Christen Press                           | Tyresö FF           | 6 | 810' |
| Kim Little                               | Arsenal LFC         | 5 | 360' |
| Verena Faißt                             | VLf Wolfsburgo      | 5 | 475' |
| María Ruiz                               | Zorkiy Krasnogorsk  | 4 | 276' |
| Alexandra Popp                           | VLf Wolfsburgo      | 4 | 612' |
| Última actualización: 22 de mayo de 2014 |                     |   |      |

La UEFA contabiliza los datos por separado, la asistidora de la edición saldrá de la tabla de la Etapa final del torneo.

## Estadísticas generales
| Equipo | Equipo                    | Pts | PJ | PG | PE | PP | GF | GC | Dif | Rend   |
| ------ | ------------------------- | --- | -- | -- | -- | -- | -- | -- | --- | ------ |
| 1      | VLf Wolfsburg             | 25  | 9  | 8  | 1  | 0  | 45 | 7  | +38 | 92,59% |
| 2      | Tyresö FF                 | 18  | 9  | 5  | 3  | 1  | 22 | 7  | +15 | 66,66% |
| 3      | Birmingham City LFC       | 19  | 8  | 6  | 1  | 1  | 14 | 5  | +9  | 79,16% |
| 4      | Turbine Potsdam           | 16  | 8  | 5  | 1  | 2  | 27 | 7  | +20 | 66,66% |
| 5      | Arsenal LFC               | 12  | 6  | 4  | 0  | 2  | 24 | 7  | +17 | 66,66% |
| 6      | SV Neulengbach            | 11  | 6  | 3  | 2  | 1  | 10 | 10 | 0   | 61,11% |
| 7      | FC Barcelona              | 8   | 6  | 2  | 2  | 2  | 8  | 8  | 0   | 44,44% |
| 8      | Torres Calcio             | 7   | 6  | 2  | 1  | 3  | 8  | 16 | -8  | 38,88% |
| 9      | Olympique Lyonnais        | 9   | 4  | 3  | 0  | 1  | 12 | 2  | +10 | 75%    |
| 10     | Glasgow City FC           | 13  | 7  | 4  | 1  | 2  | 25 | 9  | +16 | 61,90% |
| 11     | FC Zürich Frauen          | 13  | 7  | 4  | 1  | 3  | 16 | 9  | +7  | 61,90% |
| 12     | Konak Belediyesi GSK      | 13  | 7  | 4  | 1  | 2  | 7  | 8  | -1  | 61,90% |
| 13     | FC Rossiyanka             | 7   | 4  | 2  | 1  | 1  | 6  | 5  | +1  | 58,33% |
| 14     | FCR Malmö                 | 6   | 4  | 2  | 0  | 2  | 10 | 6  | +4  | 50%    |
| 15     | Zorkiy Krasnogorsk        | 6   | 4  | 2  | 0  | 2  | 8  | 9  | -1  | 50%    |
| 16     | Fortuna Hjørring          | 3   | 4  | 1  | 0  | 3  | 5  | 9  | -4  | 25%    |
| 17     | ŽFK Spartak Subotica      | 10  | 5  | 3  | 1  | 1  | 27 | 8  | +19 | 66,66% |
| 18     | Apollon Limassol LFC      | 10  | 5  | 3  | 1  | 1  | 8  | 3  | +5  | 66,66% |
| 19     | MTK Hungária FC           | 9   | 5  | 3  | 0  | 2  | 6  | 13 | -7  | 60%    |
| 20     | RTP Unia Racibórz         | 8   | 5  | 2  | 2  | 1  | 11 | 3  | +8  | 53,33% |
| 21     | UPC Tavagnacco            | 3   | 2  | 1  | 0  | 1  | 3  | 4  | -1  | 50%    |
| 22     | PK-35 Vantaa              | 7   | 5  | 2  | 1  | 2  | 15 | 6  | +9  | 46,66% |
| 23     | Pärnu Jalgpalliklubi      | 7   | 5  | 2  | 1  | 2  | 6  | 29 | -23 | 46,66% |
| 24     | FC Twente                 | 6   | 5  | 2  | 0  | 3  | 10 | 12 | -2  | 40%    |
| 25     | Brøndby IF                | 2   | 2  | 0  | 2  | 0  | 2  | 2  | 0   | 33,33% |
| 26     | AC Sparta Praha           | 1   | 2  | 0  | 1  | 1  | 2  | 3  | -1  | 16,66% |
| 27     | PSG                       | 1   | 2  | 0  | 1  | 1  | 1  | 2  | -1  | 16,66% |
| 28     | ASV Spratzern             | 1   | 2  | 0  | 1  | 1  | 3  | 5  | -2  | 16,66% |
| 29     | R. Standard de Liège      | 1   | 2  | 0  | 1  | 1  | 3  | 5  | -2  | 11,11% |
| 30     | Thór/KA                   | 0   | 2  | 0  | 0  | 2  | 2  | 6  | -4  | 0%     |
| 31     | Lillestrøm SK             | 0   | 2  | 0  | 0  | 2  | 1  | 8  | -7  | 0%     |
| 32     | WFC SSHVSM Kairat         | 0   | 2  | 0  | 0  | 2  | 2  | 18 | -16 | 0%     |
| 33     | WFC Pomurje               | 6   | 3  | 2  | 0  | 1  | 17 | 4  | +13 | 66,66% |
| 34     | Olimpia Cluj-Napoca       | 6   | 3  | 2  | 0  | 1  | 13 | 8  | +5  | 66,66% |
| 35     | WFC Járkov                | 6   | 3  | 2  | 0  | 1  | 7  | 2  | +5  | 66,66% |
| 36     | WFC SFK 2000 Sarajevo     | 6   | 3  | 2  | 0  | 1  | 7  | 4  | +3  | 66,66% |
| 37     | FC Union Nové Zámky       | 4   | 3  | 1  | 1  | 1  | 6  | 2  | +4  | 44,44% |
| 38     | ASA Tel-Aviv FC           | 4   | 3  | 1  | 1  | 1  | 6  | 3  | +3  | 44,44% |
| 39     | FC Bobruichanka           | 4   | 3  | 1  | 1  | 1  | 4  | 4  | 0   | 44,44% |
| 40     | Clube Atlético Ouriense   | 4   | 3  | 1  | 1  | 1  | 3  | 7  | -4  | 44,44% |
| 41     | FC PAOK Thessaloniki      | 3   | 3  | 1  | 0  | 2  | 7  | 5  | +2  | 33,33% |
| 42     | Raheny United FC          | 3   | 3  | 1  | 0  | 2  | 5  | 6  | -1  | 33,33% |
| 43     | FC NSA Sofia              | 3   | 3  | 1  | 0  | 2  | 4  | 5  | -1  | 33,33% |
| 44     | WFC Osijek                | 3   | 3  | 1  | 0  | 2  | 7  | 12 | -5  | 33,33% |
| 45     | Gintra Universitetas      | 3   | 3  | 1  | 0  | 2  | 2  | 9  | -7  | 33,33% |
| 46     | KÍ Klaksvík               | 2   | 3  | 0  | 2  | 1  | 3  | 6  | -3  | 22,22% |
| 47     | WFC Ekonomist             | 1   | 3  | 0  | 1  | 2  | 2  | 6  | -4  | 11,11% |
| 48     | Cardiff City Ladies FC    | 0   | 3  | 0  | 0  | 3  | 0  | 6  | -6  | 0%     |
| 49     | Crusaders Strikers WFC    | 0   | 3  | 0  | 0  | 3  | 1  | 9  | -8  | 0%     |
| 50     | CS Goliador-SS 11-Real    | 0   | 3  | 0  | 0  | 3  | 0  | 13 | -13 | 0%     |
| 51     | SK Liepājas Metalurgs     | 0   | 3  | 0  | 0  | 3  | 0  | 19 | -19 | 0%     |
| 52     | ŽFK Bilјanini Izvori 2010 | 0   | 3  | 0  | 0  | 3  | 2  | 21 | -19 | 0%     |
| 53     | Birkirkara FC             | 0   | 3  | 0  | 0  | 3  | 1  | 22 | -21 | 0%     |
| 54     | Ada Velipoje              | 0   | 3  | 0  | 0  | 3  | 1  | 23 | -22 | 0%     |